# Nikolaï Iarilovets
Nikolaï Iarilovets (en russe : Николай Яриловец), né en 1999, est un grimpeur russe.

## Biographie
Il remporte aux Championnats d'Europe d'escalade 2020 à Moscou la médaille de bronze en bloc.

## Palmarès

### Championnats d'Europe
- 2020 à Moscou,  Russie
  -  Médaille de bronze en bloc